# Ordre de la Mehdauia
L'Ordre de la Mehdauia (Wissam al-Mahdawiya) est une décoration créée par le prince Mulay Hasan bin Mahdi en 1926 dans le protectorat espagnol au Maroc. 

## Description
L'insigne est une étoile de Salomon bleue à six pointes comprenant des ornements dorés à l'intérieur de chaque côté et une partie centrale de forme circulaire. Une des faces est bordée de bleu, montrant la représentation d'un soleil couchant au dessus d'une mer verdâtre, l'autre comporte une inscription arabe qui dit: « Muley el Medhi Ben Ismail glorificado por Dios ». Le ruban est vert avec une frange blanche au milieu, dans le sens vertical,.

## Grades et dignités
- Classe spéciale: Grand croix ou Qilada, réservée aux chefs d'Etat.
- Première classe: Grand Officier ou Sumu-u
- Deuxième classe: Commandeur en chef ou Fajama
- Troisième classe: Commandeur ou Saada
- Quatrième classe: Officier ou Ytizas